# Considerantes dudum
Die päpstliche Bulle Considerantes dudum wurde am 6. Mai 1312 auf dem Konzil von Vienne von Clemens V. erlassen. Innerhalb kurzer Zeit wurden die Bullen Vox in excelso (Verbot des Templerordens) und Ad providam (Güterverteilung des Templerordens) bekanntgegeben.

## Zweck
Mit der Bulle Considerantes dudum wurde über die Zukunft aller unter Arrest stehenden Templer entschieden. Diejenigen, die ihre Irrtümer eingestanden hatten und bereuten, erhielten aus dem beschlagnahmten Ordensvermögen Zahlungen und konnten in einem Kloster, in einem anderen Ritterorden oder, wie manche Brüder in England, Spanien und Italien, von den Erträgen ihrer ehemaligen Komtureien oder sonstiger Besitztümer leben. 
Mit ganz wenigen Ausnahmen überträgt Papst Clemens V., in Considerantes dudum die Gerichtsbarkeit über die Reuelosen den Diözesanbischöfen, den Geständigen aber solle man mit Gerechtigkeit und Gnade begegnen. Denjenigen, die noch nicht zum Verhör vorgeladen seien sowie solchen, die sich der Autorität des Heiligen Stuhls entzogen hätten und flüchtig seien, wurde eine einjährige Frist eingeräumt, die mit dem Erscheinungsdatum der Bulle begann. Sollten sich diese Personen bis zum Ablauf der Frist nicht der Gerichtsbarkeit der Diözesen stellen, zögen sie sich die Tatstrafe der Exkommunikation zu, und seien, da es um eine Frage des Glaubens gehe, als Ketzer anzusehen.